# Wöllriederhof
Wöllriederhof (auch Wöllrieder Hof, Gut Wöllried genannt) ist ein Gemeindeteil der Gemeinde Rottendorf im Landkreis Würzburg (Unterfranken, Bayern).

## Geografische Lage
Das Gut Wöllriederhof liegt im äußersten Westen des Rottendorfer Gemeindegebiets. Nördlich beginnt die Gemarkung des Würzburger Stadtteils Lengfeld mit dem Gewerbegebiet Würzburg-Ost. Im Osten ist Rottendorf selbst zu finden, das mit dem Hof über die Kreisstraße WÜ 28 verbunden ist. Im Süden führt die Bundesstraße 8 am Hof vorbei, weiter südlich liegt Gerbrunn. Im Osten schließt sich wiederum das Würzburger Gewerbegebiet an.

## Geschichte

### Das Siechenhaus (bis 1340)
Der Herkunft des Hofnamens ist umstritten. In der älteren Literatur wurde die Endung -ried mit den natürlichen Begebenheiten in der Umgebung, einer Waldrodung, in Verbindung gebracht. Das Präfix Wöll- bezog sich demnach auf einen Personennamen. Die neuere Literatur geht stattdessen davon aus, dass sich -ried vom mittelhochdeutschen Wort für Sumpf oder Schilfrohr (vgl. Röhricht) ableitet, während Wöll- Feld bedeutet.
Erstmals erwähnt wurde der Hof im Jahr 1230. In einer Urkunde des Würzburger Bischofs Hermann I. von Lobdeburg nahm dieser das Kloster Veßra gegenüber dem Ritter Hartmann von Erdorf in Schutz. Dabei wurde auch „der Wöllriederhof“ erwähnt. Im Jahr 1254 schlichtete Bischof Iring von Reinstein-Homburg dort einen Streit zwischen den Herren von Hohenlohe und den Hennebergern. Wahrscheinlich bestand am Hof eine alte Gerichtsstätte.
Am 13. November 1245 tauchte der Hof in einer Urkunde (einem Breve) des Papstes Innozenz IV. auf. Wöllried war mittlerweile zu einem Siechenhaus umgewandelt worden, wo die Leprakranken der Stadt Würzburg gepflegt wurden. Die Siechen wurden zwar von der restlichen Gesellschaft isoliert, sie traten allerdings als geschlossene Gemeinschaft auf. „Illos de Weldriet“ (jenen von Wöllried) stand ein Siechenmeister vor. Der Wöllriederhof war das älteste nachweisbare Siechenhaus bzw. Leprosorium im Hochstift.
Das Siechenhaus in Wöllried besaß auch einige Höfe in Effeldorf und Bibergau, die die Nahrung für die Kranken erwirtschafteten. Dennoch geriet das Siechenhaus immer wieder in finanzielle Schwierigkeiten. Zu Beginn des 14. Jahrhunderts verhandelte man mit dem Siechenhaus, um die endgültige Aufgabe und Verödung der Flur zu verhindern. Am 22. März 1340 erhielt das Würzburger Bürgerspital auf Veranlassung des Stadtrats das Siechenhaus als stiftisches Wirtschaftsgut, das Leprosorium wurde aufgelöst.

### Das Hofgut (bis heute)
Obwohl das Gut weiterhin Schulden machte, sorgte das Bürgerspital mit einem Schutzbrief durch Kaiser Ludwig IV. im Jahr 1342 dafür, dass die Bewohner nicht von anderen Herren behelligt wurden. Nachdem es mit dem Würzburger Domkapitel dennoch zu Streit gekommen war, zog im Jahr 1376 Bischof Gerhard von Schwarzburg den Hof an sich und wandelte ihn in eines seiner Mensalgüter um. Das Bürgerspital erhielt im Gegenzug die Steuerfreiheit für das Dorf Laub.
Unter der bischöflichen Oberhoheit verkam der Hof und lag im Jahr 1398 wüst. Daraufhin vergab ihn der Diözesan an den Domherrn Gunther von Kere und dessen Brüder. Anschließend besaß der Ritter Dietrich von Heidingsfeld den Wöllriederhof, ehe Hans Knoblauch der Ältere von Bischof Johann II. von Brunn mit dem Hof ausgestattet wurde. Die Praxis der Vergabe an adelige Beständer wurde auch in den folgenden Jahrhunderten praktiziert.
Im Jahr 1739 trat dann der Würzburger Professor Philipp Adam Ulrich als Beständer in den Quellen auf. Zusammen mit dem Herleshof bei Kolitzheim wurde der Wöllriederhof als landwirtschaftliches Mustergut bewirtschaftet. Ulrich konzentrierte sich auf den Anbau der Futterpflanzen Kartoffeln und Klee, die noch weitgehend unbekannt waren. Ulrichs landwirtschaftliche Experimente zeitigten schnell Erfolge und der Wöllriederhof erwirtschaftete erstmals Gewinne.
Weiterhin bestand auf dem Hof auch eine große Schäferei, die separat verpachtet wurde. 1803 wurde der Hof in private Hände verkauft. Den Zuschlag erhielt der Bankier Jakob von Hirsch. Die Familie Hirsch besaß den Hof insgesamt 75 Jahre. Erstmals 1880 wurde der Hof verpachtet, ehe er 1889 verkauft wurde. Neuer Eigentümer wurde der Reichsrat Carl Oskar von Deuster. 1932 erhielt dann der Professor Karl Röder, Hannover, den Hof. Im Jahr 1979 erwarb die Stadt Würzburg den Hof, wo unter anderem ein Projekt für Langzeitarbeitslose untergebracht war.
Später ging das Gut Wöllried in den Besitz eines Würzburger Landwirts und Unternehmers über, der es sukzessive zu einem Veranstaltungs- und Gewerbezentrum umbaut. Unter anderem ist das Mainlit-Literaturfestival Würzburg dort regelmäßig mit Lesungen zu Gast.

## Baudenkmäler
Einige alte Teile des Gutshofes haben sich noch heute erhalten und werden vom Bayerischen Landesamt für Denkmalpflege als Baudenkmal eingeordnet. Den Mittelpunkt bildet das alte Herrenhaus aus dem ausgehenden 18. Jahrhundert. Es präsentiert sich als zweigeschossiger Massivbau, welches verputzt ist. Das Herrenhaus schließt mit einem Walmdach ab. Ebenso wurde ein kleiner Glockenturm auf dem Dach des Herrenhauses errichtet.
Die Scheune des Hofgutes befindet sich in unmittelbarer Nähe des Herrenhauses. Der Bruchsteinbau entstand wahrscheinlich gleichzeitig mit dem Haupthaus am Ende des 18. Jahrhunderts. Die Scheune schließt mit einem Halbwalmdach ab. Außerdem bestehen noch einige Nebengebäude, die sich um das Herrenhaus gruppieren. Das Ensemble entstand teilweise bereits im 18. Jahrhundert und wurde im 19. Jahrhundert komplettiert.